# Pásztor Tibor
Pásztor Tibor (Komárom, 1981. április 16. –) magyar színész.

## Életpályája
1981-ben született Komáromban. Vám- és pénzügyőr szakon tanult, majd 2002-ben elvégezte a Shakespeare Színiakadémiát Tímár Éva és Csiszár Imre osztályában. 2002-2003 között a József Attila Színházban játszott, majd ezt követően 10 évig a Bárka Színház színésze volt. Később szabadúszóként és a Tesla Teátrum tagjaként játszik. Szinkronizálással is foglalkozik.

## Színházi szerepei

### Veres1 Színház
- Az Ackroyd-gyilkosság: Raglan felügyelő
- Az Egérfogó: Giles Ralston
- Tombol az erény: Jules
- Pletykafészek: Welch, rendőr őrmester
- A Padlás: Detektív / Üteg
- Ne most, drágám!: Mr. Lawson
- Hőguta: Raynor vagy talán Kutya
- Tóték: Tomaji plébános, A lajt tulajdonosa, Elegáns őrnagy
- Oz, a csodák csodája: Bill, Madárijesztő
- Sörgyári Capriccio: Myclík böllér, esperes, hőstenor, igazgatósági tag
- Finito: Szomszéd Misi

## Filmes és televíziós szerepei
- Barátok közt (2014–2016) (2018) ...Schneider Róbert
- Jóban rosszban (2021) ...Norbert
- Brigi és Brúnó (2023) ...Dani
- A renitens (2024) ...Garai ügyvédje